# Quadir Welton
Quadir Hassan Welton (Filadelfia, Pensilvania, 30 de abril de 1995) es un baloncestista estadounidense que pertenece a la plantilla del New York Phoenix de la TBL. Con 2,03 metros de estatura, juega en la posición de ala-pívot.

## Trayectoria deportiva

### Universidad
Jugó cuatro temporadas con los Peacocks de la Universidad de San Pedro, en las que promedió 9,1 puntos, 6,7 rebotes, 1,3 asistencias y 1,0 tapones por partido. En 2016 fue incluido en el segundo mejor quinteto de la Metro Atlantic Athletic Conference, mientras que al año siguiente lo fue en el primero.

### Profesional
Tras no ser elegido en el Draft de la NBA de 2017, en el mes de noviembre firmó su primer contrato profesional con el Rivadavia Mendoza de La Liga Argentina, la segunda división del baloncesto de aquel país. Jugó una temporada en la que promedió 13,3 puntos, 9,6 rebotes y 1,9 asistencias por partido.
En octubre de 2018 firmó con el SSV Lokomotive Bernau de la ProB, la tercera división alemana, donde disputó una temporada en la que promedió 15,2 puntos y 9,3 rebotes por partido.
En agosto de 2019 fichó por el BSW Sixers, también de la ProB, pero no llegó a debutar con el equipo. Ya en el mes de enero de 2020 firmó contrato con el Arkadia Traiskirchen Lions de la Admiral Bundesliga, el primer nivel del baloncesto austriaco.